# Jason Reitman
Jason Reitman (Montréal, 19 ottobre 1977) è un regista, sceneggiatore, produttore cinematografico e attore canadese con cittadinanza statunitense.
È noto per il suo lavoro nel campo del cinema, specialmente per il film Tra le nuvole che gli è valso il premio Golden Globe nel 2010 per la miglior sceneggiatura.

## Biografia
Figlio del regista Ivan Reitman, Jason esordisce dietro alla macchina da presa nel 2005 con la commedia Thank You for Smoking, ambientata nel mondo dell'industria del tabacco, che ottiene un buon riscontro da parte di pubblico e critica e lo porta alla ribalta come uno dei registi più interessanti della sua generazione.
Nel 2007 dirige il suo secondo lungometraggio, Juno, che diventa subito un successo al botteghino: il film vince il premio come miglior film al Cinema. Festa internazionale di Roma, e fa ottenere a Reitman la sua prima candidatura come miglior regista agli Oscar 2008. Per il suo lavoro successivo, Tra le nuvole, verrà nominato all'Oscar per il miglior film, miglior regista e miglior sceneggiatura non originale.
Nel gennaio 2019, con un breve teaser trailer, viene anticipato un nuovo capitolo della saga di Ghostbusters con Jason Reitman alla regia. L'uscita della pellicola, intitolata Ghostbusters: Afterlife e uscita in Italia come Ghostbusters: Legacy, viene fissata per luglio 2020, ma a causa delle restrizioni dovute alla pandemia di COVID-19, viene fatta slittare di alcune date fino all'uscita definitiva il 18 novembre 2021.

## Filmografia

### Attore
- I gemelli (Twins), regia di Ivan Reitman (1988)
- Ghostbusters II - Acchiappafantasmi II (Ghostbusters II), regia di Ivan Reitman (1989)
- Dave - Presidente per un giorno (Dave), regia di Ivan Reitman (1993)

### Regista
- Thank You for Smoking (2005)
- Juno (2007)
- Tra le nuvole (Up in the Air) (2009)
- Young Adult (2011)
- Un giorno come tanti (Labor Day) (2013)
- Men, Women & Children (2014)
- Tully (2018)
- The Front Runner - Il vizio del potere (The Front Runner) (2018)
- Ghostbusters: Legacy (Ghostbusters: Afterlife) (2021)
- Saturday Night (2024)

### Sceneggiatore
- Thank You for Smoking, regia di Jason Reitman (2005)
- Tra le nuvole, regia di Jason Reitman (Up in the Air) (2009)
- Un giorno come tanti, regia di Jason Reitman (Labor Day) (2013)
- Men, Women & Children, regia di Jason Reitman (2014)
- Tully, regia di Jason Reitman (2018)
- The Front Runner - Il vizio del potere, regia di Jason Reitman (The Front Runner) (2018)
- Ghostbusters: Legacy (Ghostbusters: Afterlife), regia di Jason Reitman (2021)
- Ghostbusters - Minaccia glaciale (Ghostbusters: Frozen Empire), regia di Gil Kenan (2024)
- Saturday Night, regia di Jason Reitman (2024)

### Produttore
- Demolition - Amare e vivere (Demolition), regia di Jean-Marc Vallée (2015)
- Tully, regia di Jason Reitman (2018)
- The Front Runner - Il vizio del potere (The Front Runner), regia di Jason Reitman (2018)
- Ghostbusters: Legacy (Ghostbusters: Afterlife), regia di Jason Reitman (2021)
- Ghostbusters - Minaccia glaciale (Ghostbusters: Frozen Empire), regia di Gil Kenan (2024)

## Riconoscimenti
- Premio Oscar
  - 2008 – Candidatura per il miglior regista per Juno
  - 2010 – Candidatura per il miglior film per Tra le nuvole
  - 2010 – Candidatura per il miglior regista per Tra le nuvole
  - 2010 – Candidatura per la miglior sceneggiatura non originale per Tra le nuvole